# Baccharoides
 Baccharoides  Moench., 1794 è un genere di piante angiosperme dicotiledoni della famiglia delle Asteraceae.

## Etimologia
Il nome scientifico del genere è stato definito per la prima volta dal botanico Conrad Moench (1744-1805) nella pubblicazione " Methodus Plantas Horti Botanici et Agri Marburgensis" ( Methodus (Moench) 578) del 1794.

## Descrizione

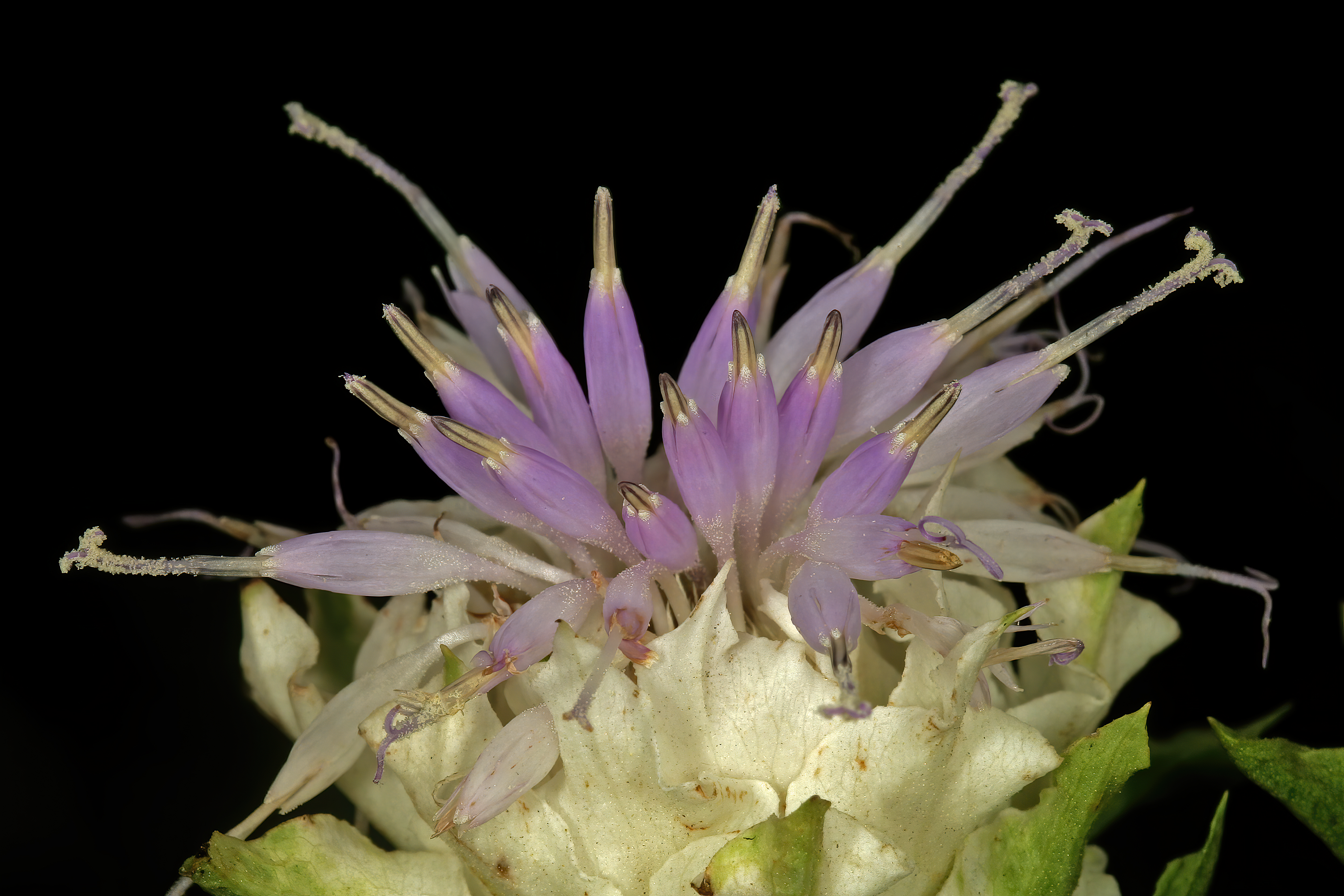
I fiori
Baccharoides adoensis

Le piante di questa voce hanno un habitus erbaceo con cicli biologici perenni o annuali; alcune specie sono suffruticose. I fusti sono eretti, robusti, ramificati superiormente e vistosamente canicolati. La superficie può essere ricoperta da peli semplici (a peduncolo corto o a cellula apicale eretta) ma anche da ghiandole.
Le foglie lungo il fusto sono disposte normalmente in modo alterno e sono subsessili o brevemente picciolate. La lamina è intera e in genere la forma varia da lanceolata a ovato-lanceolata con apici acuti e base gradualmente rastremata. I bordi possono essere dentati. La consistenza è membranosa o cartacea. Le venature sono pennate.
Le infiorescenze sono corimbose formate da diversi capolini peduncolati, oppure formate da capolini solitari in posizione terminale o laterale. La struttura dei capolini è quella tipica delle Asteraceae: un peduncolo (solido o fistoloso) sorregge un involucro da emisferico a campanulato composto da 25 - 100 brattee disposte su 3 - 8 serie che fanno da protezione al ricettacolo sul quale s'inseriscono i fiori di tipo tubuloso. Le brattee dell'involucro sono persistenti a forma lineare con margini dentati e apici allargati; la superficie è densamente pubescente e ghiandolare; la consistenza può essere fogliosa. Il ricettacolo, piatto e alveolato, è sprovvisto di pagliette. Dimensione di alcuni capolini: 15 – 20 mm (con peduncoli di 5 – 15 mm).
I fiori, da 25 a 100 per capolino, sono tetra-ciclici (ossia sono presenti 4 verticilli: calice – corolla – androceo – gineceo) e pentameri (ogni verticillo ha in genere 5 elementi). I fiori sono inoltre ermafroditi e actinomorfi (raramente possono essere zigomorfi).
- Formula fiorale:

*/x K {\displaystyle \infty }, [C (5), A (5)], G 2 (infero), achenio
- Calice: i sepali del calice sono ridotti ad una coroncina di squame.
- Corolla: il colore delle corolle varia da rossastro a lavanda o bianco; la superficie è pubescente o ghiandolosa. La forma consiste in uno snello e lungo tubo senza gola evidente (si allarga improvvisamente) alla fine del quale si espandono 5 lobi raccolti in forma cilindrica.
- Androceo: gli stami sono 5 con filamenti liberi e distinti, mentre le antere sono saldate in un manicotto (o tubo) circondante lo stilo.[12] Le antere, sagittate e sprovviste di ghiandole, hanno delle piccole code speronate; le appendici apicali sono acute. Il polline è tricolporato (con tre aperture sia di tipo a fessura che tipo isodiametrica o poro), echinato (con punte) e  "lophato" (la parte più esterna dell'esina è sollevata a forma di creste e depressioni)[13]; in altri casi possono essere presenti delle lacune in posizione polare.
- Gineceo: lo stilo è filiforme e privo di nodi (o eventualmente con un anello basale) con un nettario allungato o tubolare. Gli stigmi dello stilo sono due divergenti con la superficie stigmatica posizionata internamente (vicino alla base). La pubescenza è del tipo a spazzola con peli appuntiti.[14] L'ovario è infero uniloculare formato da 2 carpelli.

I frutti sono degli acheni con pappo. Gli acheni, a forma più o meno cilindrica, hanno 8 - 20 coste con la superficie sericea. All'interno si può trovare del tessuto di tipo idioblasto e rafidi di tipo subquadrato da corti a moderatamente allungati con punte romboidali; non è presente il tessuto tipo fitomelanina. Il "carpopodium" (carpoforo) è anulare. Il pappo è formato da setole disposte su più serie, persistenti (o caduche) appiattite e barbate (ai margini), eventualmente insieme a squamelle (sulle file più esterne).

## Biologia
- Impollinazione: l'impollinazione avviene tramite insetti (impollinazione entomogama tramite farfalle diurne e notturne).
- Riproduzione: la fecondazione avviene fondamentalmente tramite l'impollinazione dei fiori (vedi sopra).
- Dispersione: i semi (gli acheni) cadendo a terra sono successivamente dispersi soprattutto da insetti tipo formiche (disseminazione mirmecoria). In questo tipo di piante avviene anche un altro tipo di dispersione: zoocoria. Infatti gli uncini delle brattee dell'involucro si agganciano ai peli degli animali di passaggio disperdendo così anche su lunghe distanze i semi della pianta.

## Distribuzione e habitat
La distribuzione delle piante di questa voce è relativa all'Africa, Penisola Arabica, India e Indocina.

## Tassonomia
La famiglia di appartenenza di questa voce (Asteraceae o Compositae, nomen conservandum) probabilmente originaria del Sud America, è la più numerosa del mondo vegetale, comprende oltre 23.000 specie distribuite su 1.535 generi, oppure 22.750 specie e 1.530 generi secondo altre fonti (una delle checklist più aggiornata elenca fino a 1.679 generi). La famiglia attualmente (2021) è divisa in 16 sottofamiglie.

### Filogenesi
Le specie di questo gruppo appartengono alla sottotribù Linziinae descritta all'interno della tribù Vernonieae Cass. della sottofamiglia Vernonioideae Lindl.. Questa classificazione è stata ottenuta ultimamente con le analisi del DNA delle varie specie del gruppo. Da un punto di vista filogenetico in base alle ultime analisi sul DNA la tribù Vernonieae è risultata divisa in due grandi cladi: Muovo Mondo e Vecchio Mondo. I generi di Linziinae appartengono al subclade relativo all'Africa e Asia (con alcune eccezioni: Cuba e Australia).
La sottotribù, e quindi i suoi generi, si distingue per i seguenti caratteri:
- le brattee involucrali sono provviste di spicole ai margini;
- le setole del pappo sono appiattite;
- il polline è "lophato" e tricolporato e a volte non è echinato;
- nel polline i tipi "lophati" hanno una organizzazione radialmente simmetrica con disposizione regolare.

In precedenza la tribù Vernonieae, e quindi la sottotribù (Linziinae) di questo genere, era descritta all'interno della sottofamiglia Cichorioideae. La costituzione di questo gruppo è relativamente recente (2009); in precedenza tutti i generi della sottotribù erano descritti all'interno della sottotribù Centrapalinae. Nell'ambito della tribù Linziinae occupa, da un punto di vista filogenetico, una posizione abbastanza "basale" insieme alle sottotribù Erlangeinae e Gymnantheminae.
I caratteri distintivi per le specie di questo genere ( Baccharoides) sono:
- in queste specie non sono presenti le spicole ai margini delle brattee involucrali;
- i lobi della corolla (slanciata) sono più corti della gola (espansa);
- il pappo è formato da numerose setole;
- il polline è del tipo "lophato" con lacune polari;
- il numero cromosomico delle specie è 2n = 20.

Il numero cromosomico delle specie di questo genere è: 2n = 20.

### Elenco delle specie
Questo genere ha 26 specie:
- Baccharoides adoensis (Sch.Bip. ex Walp.) H.Rob.
- Baccharoides anthelmintica  (L.) MoenchH.Rob.
- Baccharoides ballyi  (C.Jeffrey) Isawumi, El-Ghazaly & B.Nord.H.Rob.
- Baccharoides benguellensis  (Hiern) H.Rob., Skvarla & V.A.FunkH.Rob.
- Baccharoides bracteosa  (O.Hoffm.) Isawumi, El-Ghazaly & B.Nord.H.Rob.
- Baccharoides calvoana  (Hook.f.) Isawumi, El-Ghazaly & B.Nord.H.Rob.
- Baccharoides cardiolepis  (O.Hoffm.) Isawumi, El-Ghazaly & B.Nord.H.Rob.
- Baccharoides dumicola  (S.Moore) Isawumi, El-Ghazaly & B.Nord.H.Rob.
- Baccharoides filigera  (Oliv. & Hiern) Isawumi, El-Ghazaly & B.Nord.H.Rob.
- Baccharoides filipendula  (Hiern) Isawumi, El-Ghazaly & B.Nord.H.Rob.
- Baccharoides guineensis  (Benth.) H.Rob.H.Rob.
- Baccharoides hymenolepis  (A.Rich.) Isawumi, El-Ghazaly & B.Nord.H.Rob.
- Baccharoides incompta  (S.Moore) Isawumi, El-Ghazaly & B.Nord.H.Rob.
- Baccharoides kirungae  (R.E.Fr.) Isawumi, El-Ghazaly & B.Nord.H.Rob.
- Baccharoides lasiopus  (O.Hoffm.) H.Rob.H.Rob.
- Baccharoides longipedunculata  (De Wild.) Isawumi, El-Ghazaly & B.Nord.H.Rob.
- Baccharoides nimbaensis  (C.D.Adams) Isawumi, El-Ghazaly & B.Nord.H.Rob.
- Baccharoides prolixa  (S.Moore) Isawumi, El-Ghazaly & B.Nord.H.Rob.
- Baccharoides pumila  (Kotschy & Peyr.) IsawumiH.Rob.
- Baccharoides ringoetii  (De Wild.) Isawumi, El-Ghazaly & B.NordH.Rob..
- Baccharoides schimperi  (DC.) Isawumi, El-Ghazaly & B.Nord.H.Rob.
- Baccharoides stenostegia  (Stapf) IsawumiH.Rob.
- Baccharoides sunzuensis  (Wild) Isawumi, El-Ghazaly & B.Nord.H.Rob.
- Baccharoides tayloriana  IsawumiH.Rob.
- Baccharoides tenoreana  (Oliv.) IsawumiH.Rob.
- Baccharoides tolypophora  (Mattf.) Isawumi, El-Ghazaly & B.Nord.H.Rob.

### Sinonimi
Sono elencati alcuni sinonimi per questa entità:
- Ascaricida Cass.
- Ascaridia  Rchb.
- Candidea  Ten.
- Dolosanthus  Klatt